# Boleradice
Boleradice (in tedesco Polehraditz) è un comune mercato della Repubblica Ceca facente parte del distretto di Břeclav, in Moravia Meridionale.